# Dragon's Dogma: Dark Arisen
Dragon's Dogma: Dark Arisen est un jeu vidéo développé et édité par Capcom sorti en avril 2013 sur PlayStation 3 et Xbox 360. Il s'agit d'une extension du jeu vidéo Dragon's Dogma. Cette extension rajoute un nouveau donjon, de nouveaux objets ainsi qu'une nouvelle histoire.